# 塞尔希奥·巴尔德斯
塞尔希奥·巴尔德斯·席尔瓦（西班牙語：Sergio Valdés Silva，1933年5月11日—2019年4月2日），智利足球运动员，司职后卫。他曾代表智利参加1962年FIFA世界杯，并获得季军。他还效力于天主教大学竞技俱乐部 。